# Журавичівська сільська рада
Журавичівська сільська рада — адміністративно-територіальна одиниця та орган місцевого самоврядування у Ківерцівському районі Волинської області з адміністративним центром у с. Журавичі.

## Населені пункти
Сільській раді підпорядковані населені пункти:
- с. Журавичі
- с. Домашів
- с. Микове

## Населення
Згідно з переписом УРСР 1989 року чисельність наявного населення сільської ради становила 1798 осіб, з яких 845 чоловіків та 953 жінки.
За переписом населення України 2001 року в сільській раді мешкало 1720 осіб.

### Мова
Розподіл населення за рідною мовою за даними перепису 2001 року:
| Мова       | Відсоток |
| ---------- | -------- |
| українська | 99,54 %  |
| російська  | 0,46 %   |

## Склад ради
Рада складається з голови, 14 депутатів, секретаря, діловода та бухгалтера.

## Керівний склад сільської ради
Сільський голова — Гонтар Алла Анатоліївна.
Секретар — Случик Ольга Миколаївна.
Діловод — Мекуш Василина Олександрівна.
Бухгалтер — Папижук Валентина Романівна.

## Історія
Сільська рада була утворена в 1939 році.
До сільської ради входить три населені пункти: Журавичі, Домашів і Миків. Такі населені пункти, як Гниляк, Лужище, Софіївка, які входили до складу сільської ради були знищені в роки Великої Вітчизняної Війни.
Журавичівську сільську раду очолювали: Данило Назарчук, Данило Пушкар, Пилип Фурс, Клим Соніч, Марко Гонтар, Павло Янковий, Андріян Васюхник, Кирило Савчук, Сидір Грицюк, Василь Філюк, Григорій Андрієнко, Сергій Грушкевич, Олександр Шнетінберт, Леонід Лукашук.